# Brandon Vincent
Brandon Vincent, né le 1er mai 1994 à Los Angeles en Californie, est un joueur international américain de soccer. Il évolue au poste de défenseur.

## Biographie

### Carrière en club
Brandon Vincent est sélectionné par le Fire de Chicago lors du repêchage universitaire en janvier 2016. Après trois saisons avec Chicago, il annonce sa retraite sportive à seulement 24 ans le 30 octobre 2018.

## Palmarès

### En club
- Avec  Cardinal de Stanford
  - Vainqueur de la saison régulière du Pac-12 en 2014 et 2015
  - Champion du championnat de la NCAA en 2015

### Distinctions personnelles
- Meilleur joueur défensif du championnat de la NCAA (en) en 2015
- Meilleur joueur défensif du Pac-12 en 2014 et 2015
- Membre de la 1re équipe-type All-American en 2014 et 2015
- Membre de la 1re équipe-type du Pac-12 en 2014 et 2015
- Membre de la 2e équipe-type du Pac-12 en 2013

## Statistiques

### Statistiques en club
| Saison                | Club                  | Championnat           | Championnat | Championnat | Championnat | Coupe(s) nationale(s) | Coupe(s) nationale(s) | Coupe(s) nationale(s) | Séries | Séries | Séries | États-Unis | États-Unis | États-Unis | Total | Total | Total |
| Saison                | Club                  | Division              | M.          | B.          | P.d.        | M.                    | B.                    | P.d.                  | M.     | B.     | P.d.   | M.         | B.         | P.d.       | M.    | B.    | P.d.  |
| 2016                  | Fire de Chicago       | MLS                   | 26          | 0           | 2           | 4                     | 0                     | 0                     | -      | -      | -      | 1          | 0          | 0          | 31    | 0     | 2     |
| 2017                  | Fire de Chicago       | MLS                   | 27          | 2           | 4           | 2                     | 0                     | 1                     | 1      | 0      | 0      | -          | -          | -          | 30    | 2     | 5     |
| 2018                  | Fire de Chicago       | MLS                   | 32          | 1           | 3           | 2                     | 0                     | 0                     | -      | -      | -      | -          | -          | -          | 34    | 1     | 3     |
| Total sur la carrière | Total sur la carrière | Total sur la carrière | 85          | 3           | 9           | 8                     | 0                     | 1                     | 1      | 0      | 0      | 1          | 0          | 0          | 95    | 3     | 10    |